# Quasi-Park Narodowy Muroto-Anan Kaigan
Quasi-Park Narodowy Muroto-Anan Kaigan (jap. 室戸阿南海岸国定公園 Muroto-Anan Kaigan Kokutei Kōen) – quasi-park narodowy na wyspie Sikoku, w Japonii.

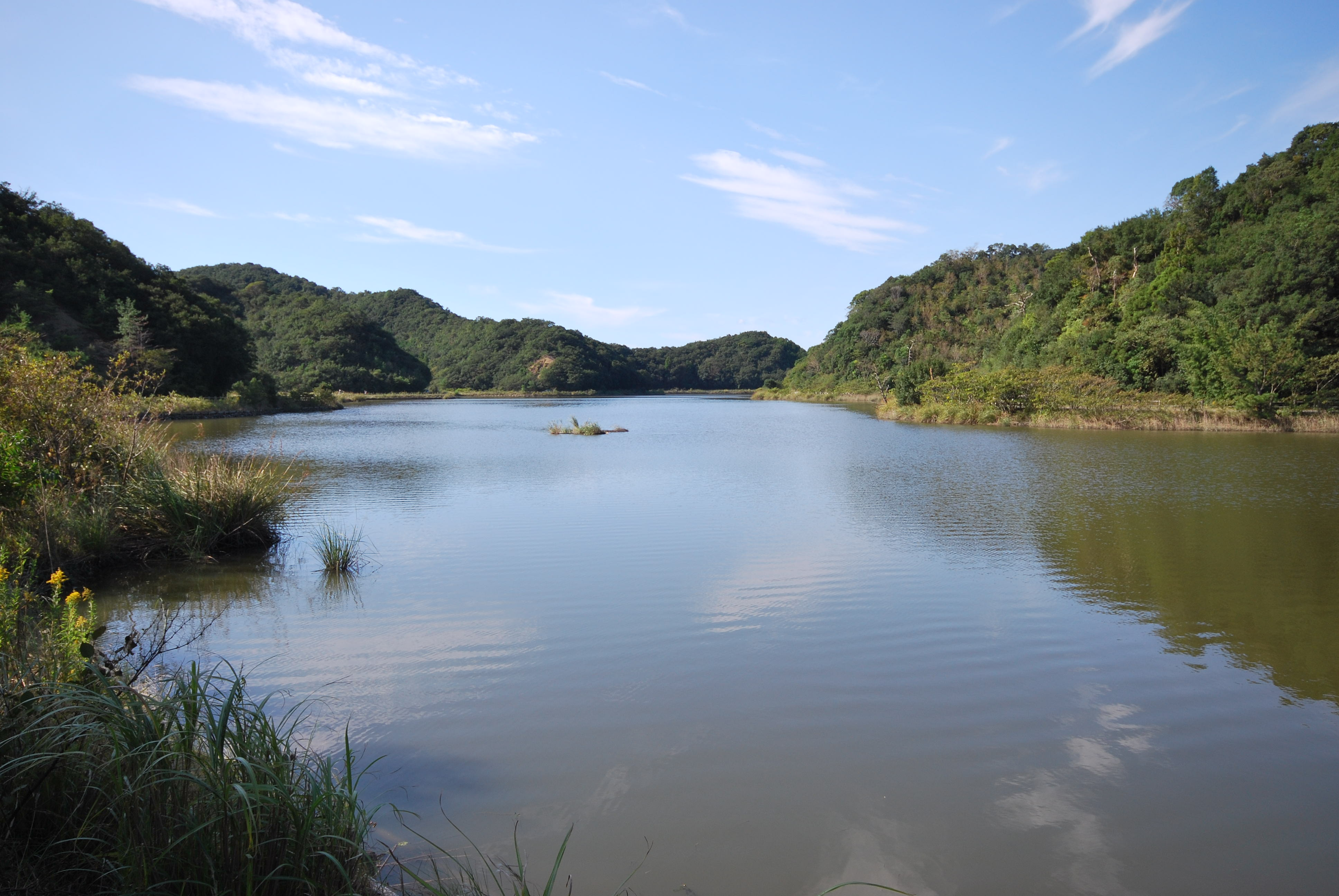
Jezioro Ebi-ga-ike

Park obejmuje tereny usytuowane w prefekturach Tokushima i Kōchi, o łącznym obszarze 62,25 km².. Na terenie parku znajdują się m.in.: przylądek Muroto, jezioro Ebi-ga-ike oraz latarnia morska na przylądku Gamōda.
Park jest klasyfikowany jako chroniący krajobraz (kategoria V) według IUCN.
Obszar ten został wyznaczony jako quasi-park narodowy 1 czerwca 1964. Podobnie jak wszystkie quasi-parki narodowe w Japonii, jest zarządzany przez samorząd lokalny prefektury.